# (100774) 1998 FV37
(100774) 1998 FV37 es un asteroide perteneciente al cinturón de asteroides descubierto el 20 de marzo de 1998 por el equipo del Lincoln Near-Earth Asteroid Research desde el Laboratorio Lincoln, Socorro, Nuevo México, Estados Unidos.

## Designación y nombre
Designado provisionalmente como 1998 FV37.

## Características orbitales
1998 FV37 está situado a una distancia media del Sol de 2,328 ua, pudiendo alejarse hasta 2,669 ua y acercarse hasta 1,986 ua. Su excentricidad es 0,146 y la inclinación orbital 4,741 grados. Emplea 1297,52 días en completar una órbita alrededor del Sol.

## Características físicas
La magnitud absoluta de 1998 FV37 es 16,3. 